# Gerrit Moddejonge
Gerrit Moddejonge (Enschede, 3 november 1928 – 1 november 2019) was een Nederlands voetballer die in de jaren veertig en vijftig van de 20e eeuw uitkwam voor Sportclub Enschede. Ter onderscheid van oudere broer Henny Moddejonge, die eveneens voor SC Enschede speelde, werd hij meestal Moddejonge Junior of ‘t Klène genoemd.

## Loopbaan
De 1 meter en 60 centimeter kleine rechtsbuiten Moddejonge jr. speelde bij SC Enschede onder meer samen met Hennie Möring, Abe Lenstra en de Duitser Helmut Rahn. In 1954 maakte hij de overgang naar het betaald voetbal in Nederland mee. In seizoen 1957/58 greep hij met SC Enschede net naast het landskampioenschap, toen in een beslissingswedstrijd met 1–0 van DOS verloren werd. Een doelpunt van Moddejonge werd in deze wedstrijd afgekeurd, waarna DOS in blessuretijd de beslissende treffer maakte.
In augustus 1959 werd hij door Sportclub Enschede geruild met Pierre Kerkhoffs van de Enschedese Boys. Voor deze ploeg kwam hij nog enkele jaren uit in de Eerste divisie. Na zijn actieve voetballoopbaan was hij trainer van verschillende amateurverenigingen in Twente, zoals Avanti, Wilhelminaschool en KOSC.
Gerrit Moddejonge overleed in 2019 op 91-jarige leeftijd. Daar werd op uitdrukkelijk verzoek van hemzelf geen ruchtbaarheid aan gegeven.

## Carrièrestatistieken
| Seizoen         | Club               | Competitie                   | Competitie | Competitie | Beker | Beker | Internationaal | Internationaal | Overig | Overig | Totaal | Totaal |
| Seizoen         | Club               | Competitie                   | Wed.       | Dlp.       | Wed.  | Dlp.  | Wed.           | Dlp.           | Wed.   | Dlp.   | Wed.   | Dlp.   |
| --------------- | ------------------ | ---------------------------- | ---------- | ---------- | ----- | ----- | -------------- | -------------- | ------ | ------ | ------ | ------ |
| 1954/55         | Sportclub Enschede | Eerste klasse A (afgebroken) | –          | 2          | –     | –     | 0              | 0              | 0      | 0      | –      | 2      |
| 1954/55         | Sportclub Enschede | Eerste klasse D              | –          | 11         | –     | –     | 0              | 0              | 0      | 0      | –      | 11     |
| 1955/56         | Sportclub Enschede | Hoofdklasse B                | –          | 1          | –     | –     | 0              | 0              | 0      | 0      | –      | 1      |
| 1956/57         | Sportclub Enschede | Eredivisie                   | –          | –          | –     | –     | 0              | 0              | 0      | 0      | –      | –      |
| 1957/58         | Sportclub Enschede | Eredivisie                   | –          | –          | –     | –     | 0              | 0              | 0      | 0      | –      | –      |
| 1958/59         | Sportclub Enschede | Eredivisie                   | –          | –          | –     | –     | 0              | 0              | 0      | 0      | –      | –      |
| 1959/60         | Enschedese Boys    | Tweede divisie B             | –          | 7          | –     | –     | 0              | 0              | 0      | 0      | –      | 7      |
| 1960/61         | Enschedese Boys    | Eerste divisie A             | –          | –          | –     | 4     | 0              | 0              | 0      | 0      | –      | –      |
| 1961/62         | Enschedese Boys    | Eerste divisie B             | –          | –          | –     | 0     | 0              | 0              | 0      | 0      | –      | –      |
| Carrière totaal | Carrière totaal    | Carrière totaal              | –          | –          | –     | 4     | 0              | 0              | 0      | 0      | –      | –      |